# Valter Matošević
Valter Matošević (Fiume, 11 maggio 1970) è un ex pallamanista e allenatore di pallamano croato, fino al 1991 jugoslavo.

## Palmarès

### Olimpiadi
- 2 medaglie:
  - 2 ori (Atlanta 1996; Atene 2004)

### Mondiali
- 2 medaglie:
  - 1 oro (Portogallo 2003)
  - 1 argento (Islanda 1995)

### Europei
- 1 medaglia:
  - 1 bronzo (Portogallo 1994)

### Giochi del Mediterraneo
- 3 medaglie:
  - 3 ori (Atene 1991[1]; Bari 1997; Tunisi 2001)